# Jack Butland
Jack Butland (* 10. března 1993 Bristol) je anglický profesionální fotbalový brankář, který chytá ve skotském klubu Rangers FC. Mezi lety 2012 a 2018 odchytal také 9 utkání v anglické reprezentaci.